# Ramžiná
Ramžiná – potok będący prawym dopływem Starohorskiego potoku na Słowacji.
Wypływa na wysokości około 1180 m w Tureckiej dolinie w Wielkiej Fatrze. Spływa dnem tej doliny początkowo w kierunku prawie południowym, potem południowo-wschodnim. Przepływa przez zabudowania wsi Turecká i wpływa do Doliny Starohorskiej. Tu w miejscowości Stare Hory na wysokości około 480 m uchodzi do Starohorskiego potoku.
Cała zlewnia potoku Ramžiná znajduje się w Wielkiej Fatrze. Potok ma tylko 3 niewielkie dopływy: jeden prawoboczny i dwa lewoboczne. W obrębie zabudowań wsi Turecká jego koryto jest hyrotechnicznie uregulowane.

## Turystyka
Wzdłuż koryta potoku biegnie droga łącząca Stare Hory i wieś Turecká. Droga ta prowadzi także zielony szlak turystyki pieszej i rowerowej, a od zabudowań wsi Turecká wzdłuż koryta potoku żółty szlak turystyki pieszej.
  odcinek: Stare Hory – Turecká. Odległość 2,3 km, suma podejść 133 m, czas przejścia 40 min
  Turecká – Turecká dolina – skrzyżowanie ze szlakiem zielonym. Odległość 2,9 km, suma podejść 342 m, czas przejścia 1:10 h